# Bosse Falk

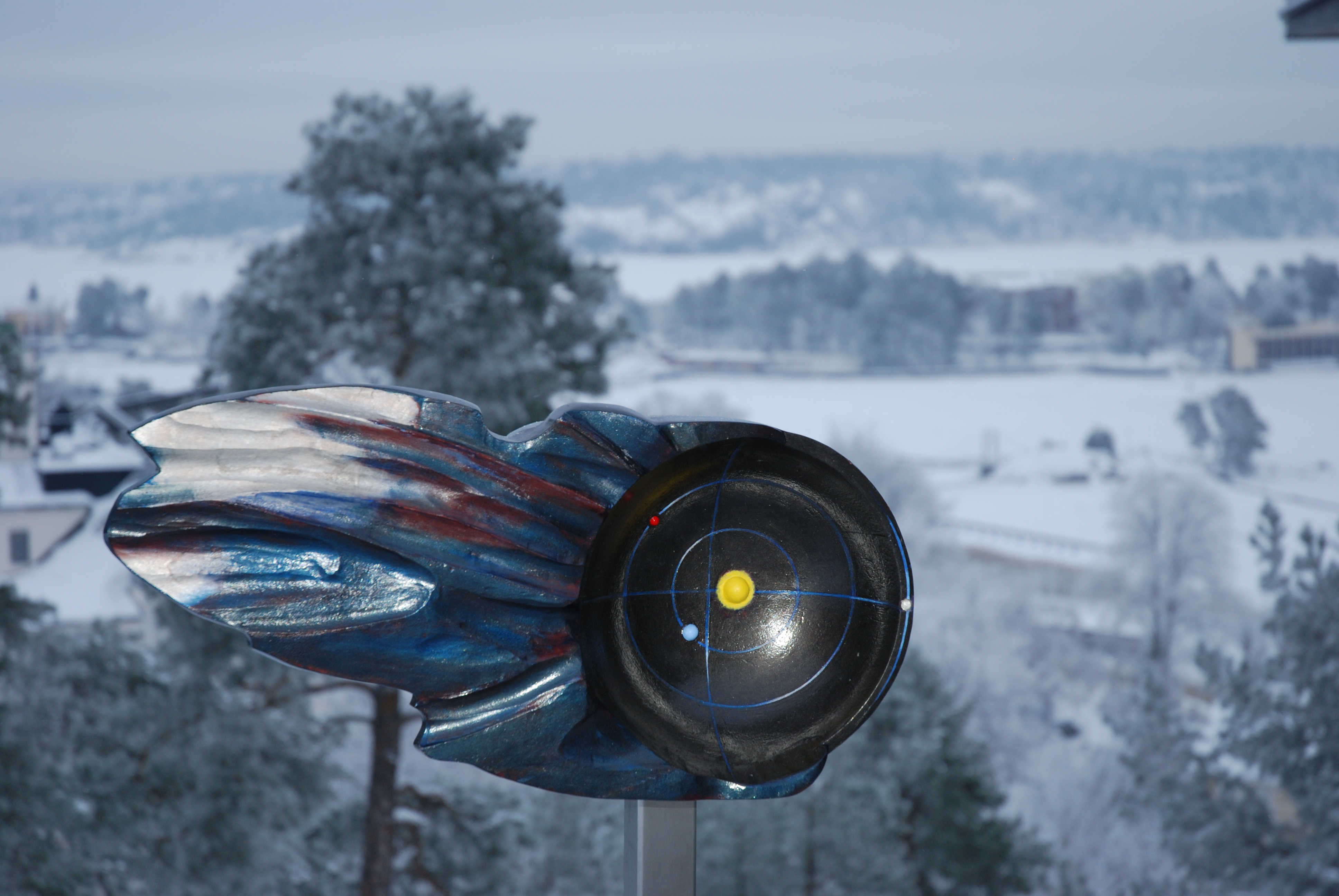
Skulpturen Saltis av Bosse Falk utanför Kunskapsskolan vid Saltsjöbadens observatorium i Saltsjöbaden

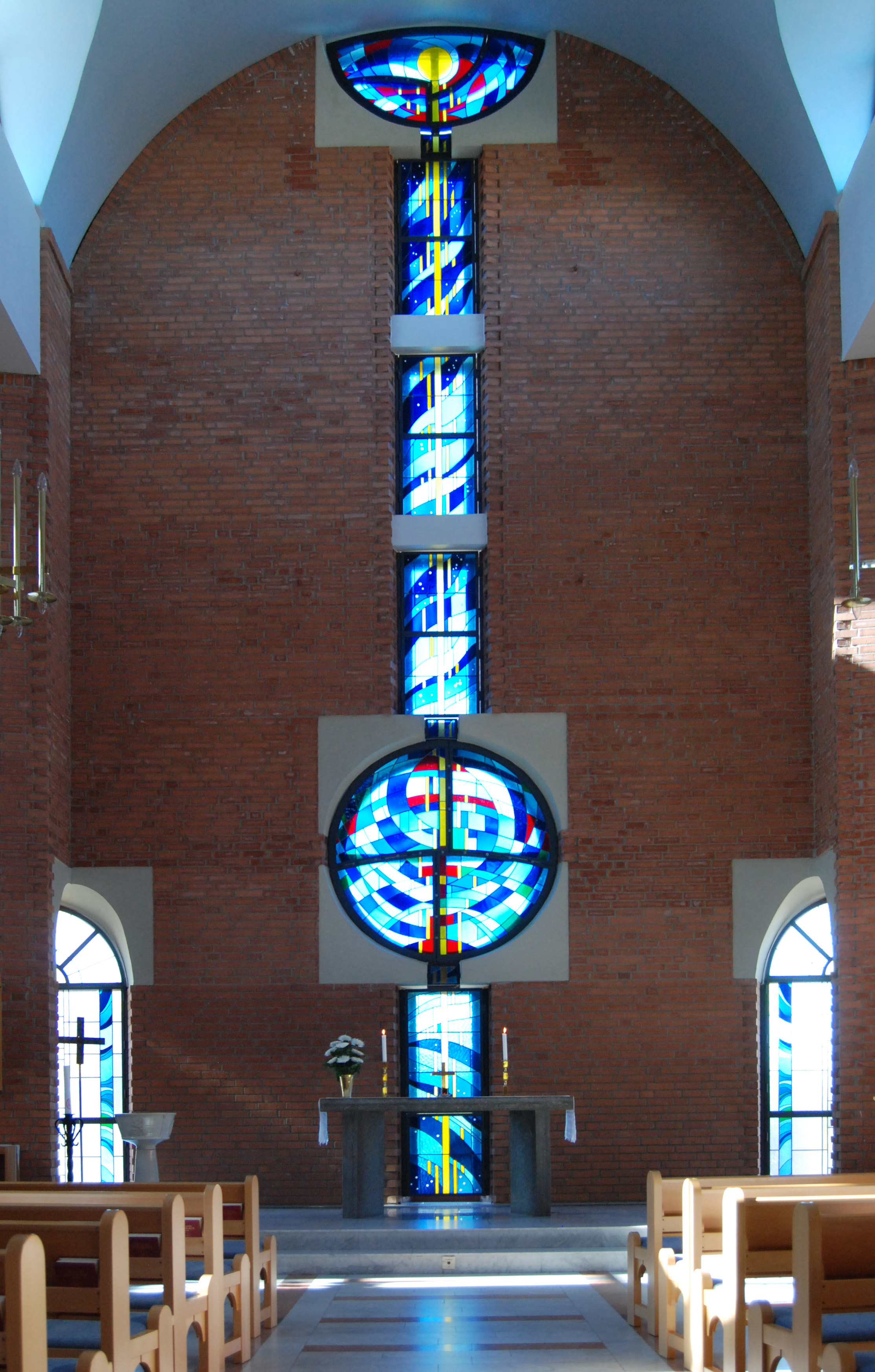
Glasfönster i Sankt Eskils kyrka i Handen

Bosse Falk, född 1934 i Stockholm, död 2015 var en svensk glaskonstnär, formgivare och illustratör.
Han utbildade sig på Konstfacks kvällskola 1951-1953. Han har formgivit glas för bland annat Lindshammars glasbruk.
Han var gift med målaren och textilkonstnären Karin Falk (född 1936). Bosse och Karin Falk drev tillsammans Galleri Berget i Västerhaninge.

## Offentliga verk i urval
- Fyra glasfönster för Sankt Eskils kyrka, Handen
- Rosettfönster i Vendelsö kyrka
- Skulpturen Saltis vid Saltsjöbadens observatorium